# Джон Грегорі (футболіст)
Джон Грегорі (англ. John Gregory; нар. 11 травня 1954, Сканторп, Англія) — англійський футболіст, що грав на позиції півзахисника. Виступав за національну збірну Англії. По завершенні ігрової кар'єри — тренер.

## Клубна кар'єра
У дорослому футболі дебютував 1972 року виступами за команду клубу «Нортгемптон Таун», в якій провів п'ять сезонів, взявши участь у 187 матчах чемпіонату.
Згодом з 1977 по 1981 рік грав у складі команд клубів «Астон Вілла» та «Брайтон енд Гоув Альбіон».
Своєю грою за останню команду привернув увагу представників тренерського штабу клубу «Квінз Парк Рейнджерс», до складу якого приєднався 1981 року. Відіграв за лондонську команду наступні чотири сезони своєї ігрової кар'єри. Більшість часу, проведеного у складі «Квінз Парк Рейнджерс», був основним гравцем команди.
Протягом 1985—1990 років захищав кольори клубів «Дербі Каунті» та «Плімут Аргайл».
Завершив професійну ігрову кар'єру у клубі «Болтон Вондерерз», за команду якого виступав протягом 1990—1990 років.

## Виступи за збірну
1983 року дебютував в офіційних матчах у складі національної збірної Англії. Протягом кар'єри у національній команді, яка тривала два роки, провів у формі головної команди країни шість матчів.

## Кар'єра тренера
Розпочав тренерську кар'єру, ще продовжуючи грати на полі, 1989 року, очоливши тренерський штаб клубу «Портсмут», де пропрацював з 1989 по 1990 рік.
1998 року став головним тренером команди «Астон Вілла», тренував команду з Бірмінгема чотири роки.
Згодом протягом 2002—2003 років очолював тренерський штаб клубу «Дербі Каунті». 2006 року прийняв пропозицію попрацювати у клубі «Квінз Парк Рейнджерс». Залишив лондонську команду 2007 року.
Протягом тренерської кар'єри також очолював команди клубів «Плімут», «Вікем Вондерерз», «Маккабі Ахі», «Ашдод», «Кайрат» (Алмати) та «Кроулі Таун».
З 2017 по 2019 роки очолював тренерський штаб індійського клубу «Ченнаї».